# Neu-Vehlefanz
Neu-Vehlefanz ist ein Ortsteil der Gemeinde Oberkrämer im Landkreis Oberhavel in Brandenburg.

## Geografie
Zum Ortsteil Neu-Vehlefanz gehören die Wohnplätze Klein-Ziethen, Krämerpfuhl und Wolfslake.

## Geschichte

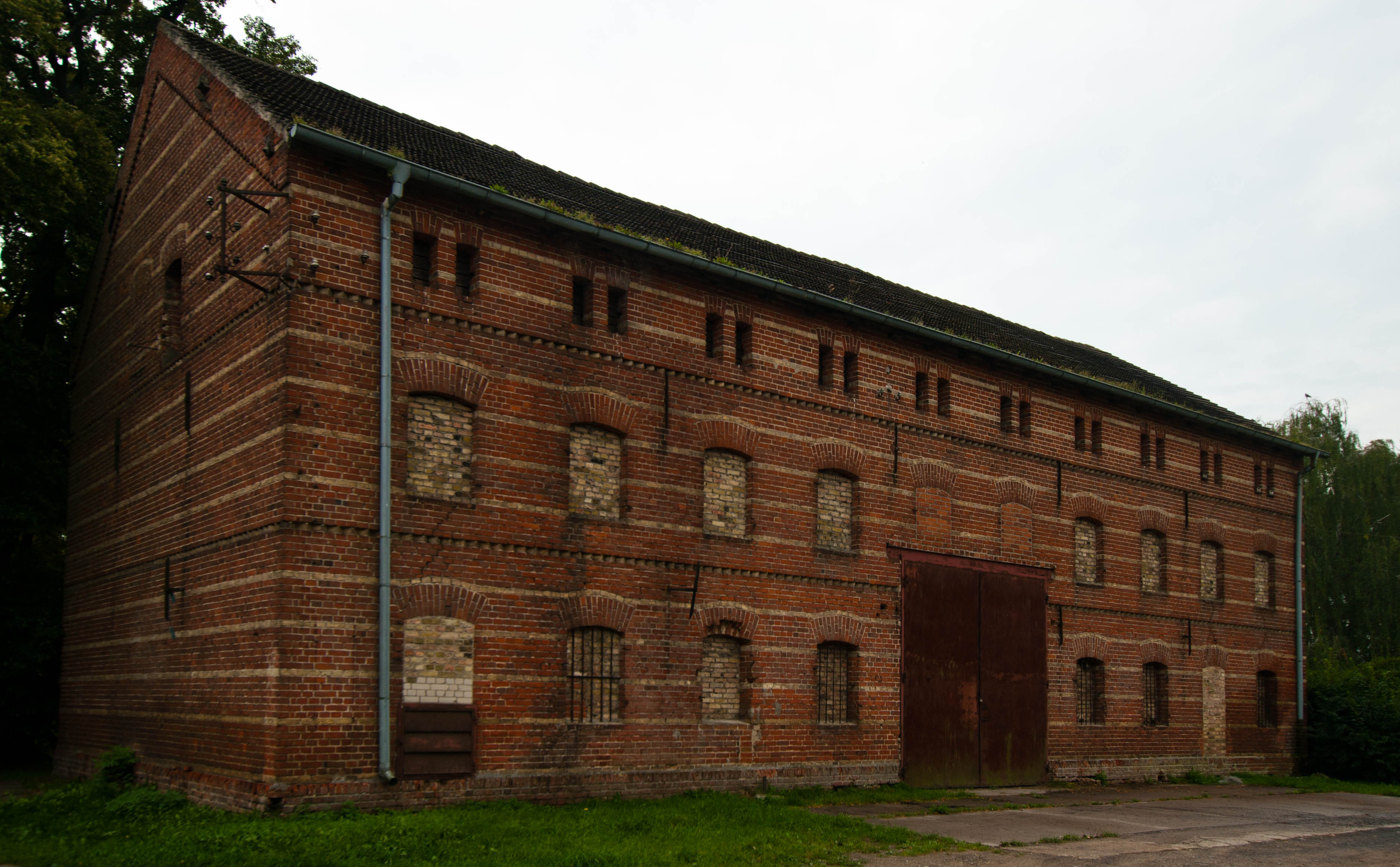
Denkmalgeschütztes Speichergebäude auf dem Dorfanger Klein-Ziethen

Der Zusammenschluss von Neu-Vehlefanz, Klein-Ziethen, Wolfslake und Krämerpfuhl zu Neu-Vehlefanz erfolgte 1928.
Klein-Ziethen ist als einziger der Ortsteile bereits im Mittelalter erwähnt. Die anderen Ortsteile sind Kolonistensiedlungen im Wald Krämer aus dem 18. Jahrhundert. Die erste urkundliche Erwähnung des Dorfes stammt aus dem Jahr 1355, als das Kirchenbuch Schwante unter anderem den Verkauf von Abgaben und Wagendienste des landwirtschaftlichen Gutes Lütgen Zieten erwähnt. Bis 1670 unterlag das Gut zahlreichen Besitzerwechseln, blieb aber meist im Besitz der Familie von Bredow. Das Gut wechselte auch nach 1670 mehrfach den Besitzer, bis es 1716 an Marcus von der Lütke kam. 1783 schließlich wurde es Staatsdomäne und ist im direkten Besitz der preußischen Könige.
Pest (1637) und der Dreißigjährige Krieg trafen auch Klein-Ziethen. 1635 wurde der Ort durch Truppen des Generals Johan Banér ausgeplündert. 1674 waren wieder Truppen im Dorf; diesmal schwedische Truppen, die Ludwig XIV. im Holländischen Krieg gegen den Kaiser des Heiligen Römischen Reiches Leopold I. unterstützen.
Wolfslake wurde 1750 als Kolonistensiedlung für Zuwanderer aus Sachsen und Mecklenburg gegründet. Friedrich II. forcierte deren Ansiedlung unter der Bedingung, dass sie Maulbeerbäume anbauen sollten.
Neu-Vehlefanz wurde 1786 auf Gelände der Gemeinde Vehlefanz gegründet. Der preußische König siedelte hier neun Kriegsinvaliden an.
Französische Truppen zogen auf dem Weg nach Polen und Russland zwischen 1806 und 1813 mehrmals durch Klein-Ziethen, Neu-Vehlefanz und Wolfslake, wobei sie plünderten und Verwüstung hinterließen. Bis 1813 hatte sich in allen Ortsteilen ein Landsturm entwickelt, der versuchte den Truppen etwas entgegenzusetzen.
Der preußische Staat nutzten Klein-Ziethen ab 1832 militärisch, als es Teil des Remontedepots Bärenklau wurde. Nach der Demilitarisierung nach dem Ersten Weltkrieg wurde es ein landwirtschaftliches Forschungsgut des Staates.
Militärische Nutzung kam in das Gebiet wieder nach 1945, als die DDR ein großes Waldstück zwischen Wolfslake und Neu-Vehlefanz ein Übungsplatz für Armee und Kampfgruppen einschließlich Schieß- und Feuerplatz einrichtete. Die Gebäude wurden nach der Wende weitgehend abgerissen. Heute steht an dieser Stelle eine Waldbegegnungsstätte.

## Bevölkerungsentwicklung
Erste Zahlen zur Bevölkerung sind von 1793 bekannt. Danach hatte Klein-Ziethen damals 39 Einwohner (18 Männer, 21 Frauen) und Wolfslake 29 Einwohner. In Neu-Vehlefanz lebten neun Kriegsinvaliden.
| Jahr | Einwohner |
| ---- | --------- |
| 1875 | 48        |
| 1890 | 90        |
| 1910 | 100       |
| 1925 | 273       |
| 1933 | 215       |
| 1939 | 228       |
| 1946 | 382       |

| Jahr | Einwohner |
| ---- | --------- |
| 1950 | 387       |
| 1964 | 309       |
| 1971 | 258       |
| 1981 | 238       |
| 1985 | 230       |
| 1989 | 201       |
| 1990 | 197       |

| Jahr | Einwohner |
| ---- | --------- |
| 1991 | 197       |
| 1992 | 200       |
| 1993 | 207       |
| 1994 | 236       |
| 1995 | 254       |
| 1996 | 296       |
| 1997 | 318       |

| Jahr | Einwohner |
| ---- | --------- |
| 2009 | 365       |
| 2017 | 394       |
| 2018 | 394       |
| 2019 | 385       |

Gebietsstand des jeweiligen Jahres

## Politik
Ortsvorsteher von Neu-Vehlefanz ist Peter Gerlach. Sein Stellvertreter ist Karlheinz Döpke und das dritte Beiratsmitglied ist Frank Christoph (SPD). Der Ortsbeirat besteht aus drei Mitgliedern.

### Wappen
| Wappen von Neu-Vehlefanz | Blasonierung: „In Gold geviert durch grünes Tatzenkreuz; Feld 1: ein schwarzer Kiefernzapfen, Feld 2: eine schwarze Glocke, belegt mit goldenem Schild, der einen schwarzen Steigbaum mit vier Holmen enthält, Feld 3: ein steigender schwarzer Wolf, Feld 4: eine gehöhlte Eiche mit drei Blättern und drei Wurzeln.“ |
| Wappen von Neu-Vehlefanz | Wappenbegründung: Das Tatzenkreuz knüpft an die Sage vom Förster Reckin an, die mit dem Ort Neu-Vehlefanz in Verbindung steht und auf eine Begebenheit aus der Zeit von 1806/07 zurückgeht. Der Kiefernzapfen soll speziell den am Rand des Krämerwaldes gelegenen Ortsteil Neu-Vehlefanz symbolisieren. Mit der Glocke wird der Ortsteil Klein-Ziethen vertreten. Sie gehören zur im Zweiten Weltkrieg zerstörten Kirche des Ortes. Bei dem auf der Glocke angebrachten Wappenschild mit dem Steigbaum handelt es sich um das Familienwappen der Bredows, die von 1355 bis 1670 Klein-Ziethen besaßen. Der steigende Wolf steht „redend“ für den ehemaligen Ortsteil Wolfslake der damaligen Gemeinde Neu-Vehlefanz. Die hohe Eiche bezieht sich auf den ehemaligen Ortsteil (zugleich Forsthaus) Krämerpfuhl. Das Wappen wurde von Christian Gering aus Schönwalde-Dorf und Lynn Tabbert aus Vehlefanz gestaltet und am 17. Februar 1995 durch das Ministerium des Innern genehmigt. |

### Flagge
Die Flagge wurde von Christian Gering aus Schönwalde-Dorf und Lynn Tabbert aus Vehlefanz gestaltet und am 17. Februar 1995 durch das Ministerium des Innern genehmigt.
Die Flagge ist Grün – Gelb (1:1) gestreift (Querform: Streifen waagerecht verlaufend, Längsform: Streifen senkrecht verlaufend) und auf dem grünen Streifen mit dem Wappen belegt (bei Querform: zum Flaggenmast, Längsform: im oberen Drittel des Banners hin verschoben).

## Ortsbild und Gebäude

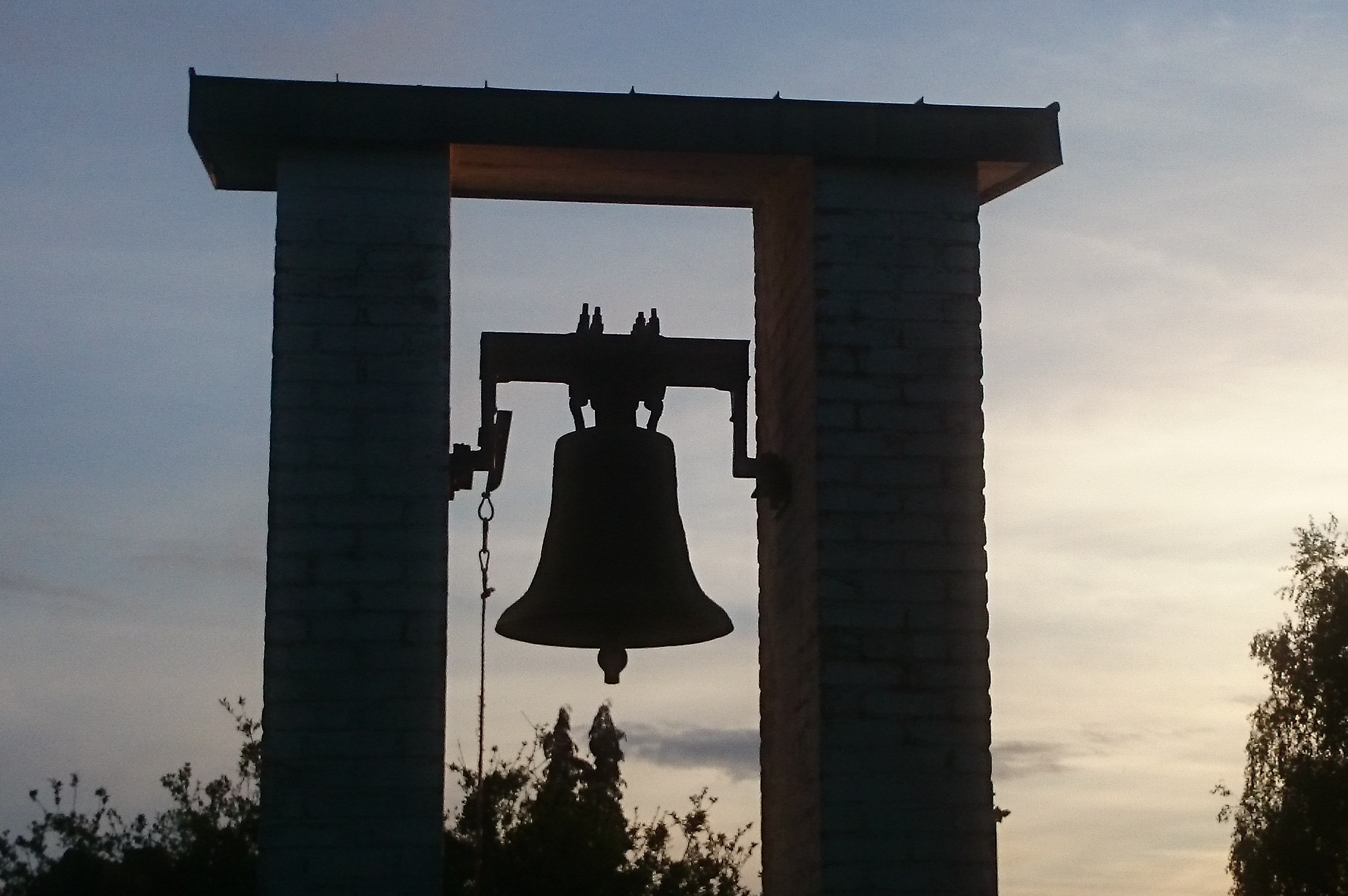
Kirchenglocke

Klein-Ziethen ist ein Angerdorf dessen Bebauung sich um den historischen Dorfkern konzentriert. Bemerkenswert ist hier das denkmalgeschützte Speichergebäude und dessen Vorplatz auf dem Dorfanger. Der ehemalige Gutshof ist heute zum Dorfplatz umgestaltet, auf dem sich Spielplatz, Festwiese, Parkplätze und ein angrenzender Gasthof befinden. Wolfslake und Neu-Vehlefanz sind jeweils Straßendörfer, wobei sich Wolfslake aus Einzelgehöften entwickelte, Neu-Vehlefanz als typisches Kolonistendorf. In Wolfslake ist der historische Wegweiser denkmalgeschützt.
Die ab 1541 errichtete und 1735 ausgebaute Kirche wurde im Zweiten Weltkrieg durch Bombentreffer zerstört und nicht wieder aufgebaut. Heute steht an ihrer Stelle ein kleines Gebäude, das als Kirche und daneben ist die ebenfalls denkmalgeschützte alte Kirchenglocke aufgehängt.

## Verkehr
Hauptverbindungsstraße ist die Perwenitzer Chaussee nach Vehlefanz. In der Nähe befindet sich eine Ausfahrt der Bundesautobahn 10, die auch das Gemeindegebiet zwischen Klein-Ziethen (nördlich) sowie Wolfslake und Neu-Vehlefanz (südlich) durchschneidet. Die nächstgelegenen Bahnhöfe sind in Vehlefanz und Schwante. Die einzelnen Ortsteile sind nur durch eine Brücke über die Bundesautobahn verbunden, die ausschließlich zwei Auto-Fahrbahnen hat und weder über Fußgänger- noch Radstreifen verfügt. Da die Brücke selbst auch eine Kurve macht, dementsprechend unübersichtlich ist, ist sie ein bekannter Unfallschwerpunkt für Unfälle, an denen Fußgänger und Radfahrer beteiligt sind. Mehrere Fernradwege führen über die Brücke, deren Ausbau deshalb immer wieder gefordert wird.

## Bildung
Neu-Vehlefanz verfügt über keine Schulen und Kindertagesstätten. Die nächsten Grundschulen befindet sich in Vehlefanz und Bötzow. Die nächsten Kindertagesstätten befinden sich in Eichstädt und Vehlefanz.

## Sport

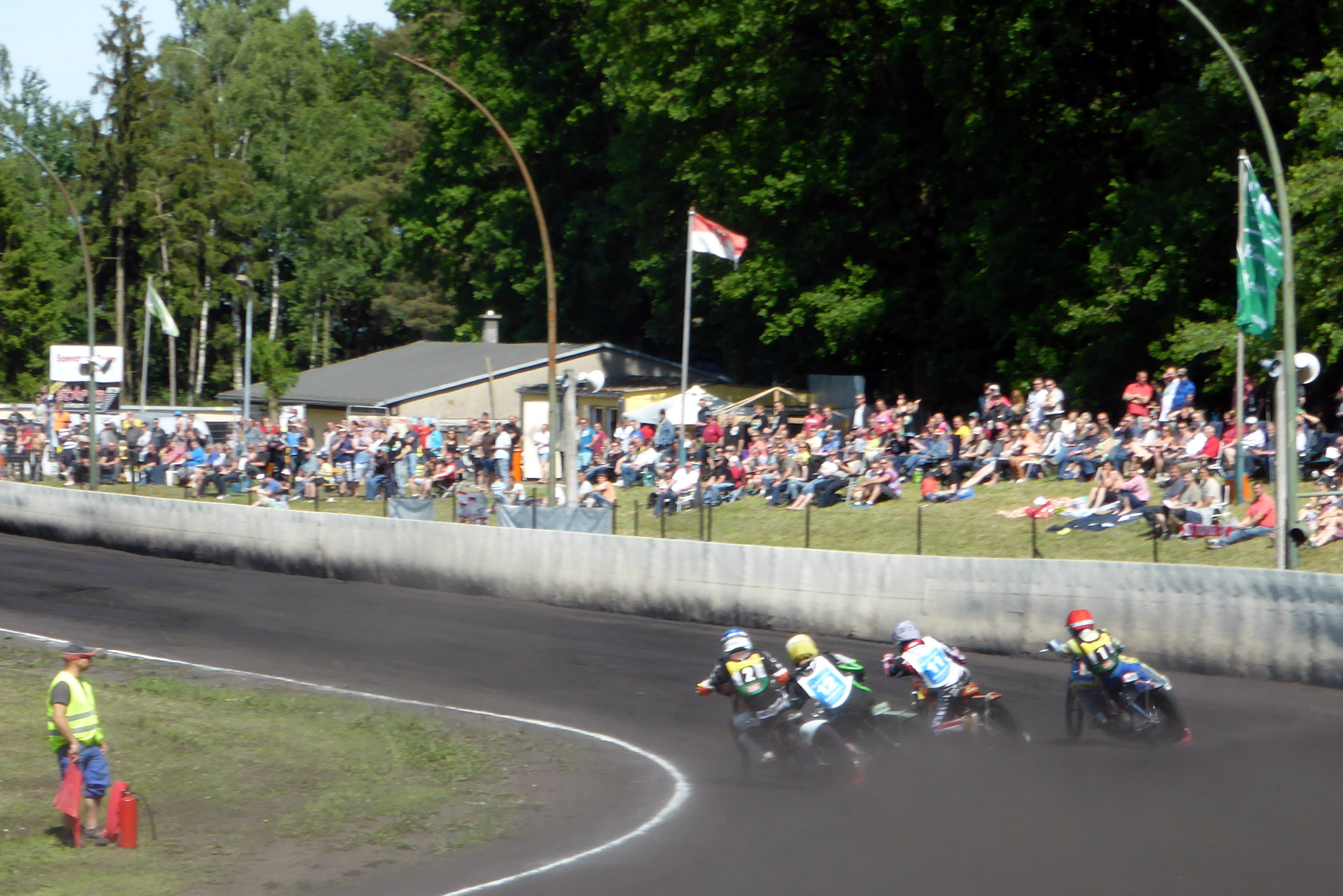
Bundesligarennen von Wolfslake Falubaz Berlin

In Wolfslake befindet sich eine Speedway-Bahn, die unter anderem vom Bundesligaclub Wolfslake Falubaz Berlin genutzt wird.